# Perparim Beqaj
Perparim Beqaj, född 3 augusti 1995 i Laholm, är en svensk-kosovansk fotbollsspelare som spelar för Kinna IF.

## Karriär

### Halmstads BK
Beqaj debuterade i Allsvenskan den 14 september 2014 i en 2–1-förlust mot Mjällby AIF, när han i den 84:e minuten byttes in mot Marcus Antonsson.

### Tvååkers IF
I februari 2016 värvades Beqaj av division 2-klubben Tvååkers IF. Under säsongen 2016 gjorde han sju mål på 24 matcher. Säsongen 2017 gjorde han 12 mål på 25 matcher. 

### Varbergs BoIS
Inför säsongen 2018 värvades Beqaj av Varbergs BoIS. Efter säsongen 2019 lämnade han klubben.

### Jönköpings Södra, Ljungskile SK och Norrby IF
Den 26 november 2019 värvades Beqaj av Jönköpings Södra, där han skrev på ett tvåårskontrakt. Den 17 mars 2020 värvades Beqaj av Ljungskile SK, där han skrev på ett tvåårskontrakt.
I januari 2021 återvände Beqaj till Jönköpings Södra, där han skrev på ett tvåårskontrakt. Efter säsongen 2021 lämnade han klubben. I februari 2022 värvades Beqaj av Norrby IF, där han skrev på ett ettårskontrakt. Säsongen 2022 blev Norrby nedflyttad från Superettan och vid slutet av säsongen lämnade Beqaj klubben.

### Lägre divisioner
I februari 2023 blev Beqaj klar för spel i division 4-klubben Fristads GoIF. Han gjorde 16 mål på 13 matcher för klubben under första halvan av 2023. I juli 2023 gick Beqaj till division 3-klubben Kinna IF.